# Ukkusiksalik National Park
Ukkusiksalik National Park er en nationalpark i Nunavut i Canada, ved den lille by Repulse Bay. Parken blev oprettet den 23. august 2003 som den fjerde  i  Nunavut. Det beskyttede område omfatter et areal på 20.500 kvadratkilometer. Ukkusiksalik National Park er dermed den mindste af de fire nationalparker i Nunavut, men den sjettestørste af alle Canadas nationalparker.

## Historie
I Ukkusiksalik National Park findes spor som viser at mennesker har beboet området i lang tid. Der er omkring 500 arkæologiske fundsteder, fra både tiden for Dorset-kulturen (500 f.kr til 1000 e.Kr) og Thulekulturen (1000-tallet til 1800-tallet). Der findes også levn af bosættelser fra de seneste to århundreder, som en efterladt handelsstation fra 1925-1947 som tilhørte Hudson's Bay Company. 1742 blev Christopher Middleton med sit skib Furnace den første europæer som besøgte området. Han navngav Wager Bay efter sir Charles Wager, en af sponsorerne for hans ekspedition. Den fjerntliggende region viste sig dog at være af meget ringe værdi for europæerne og det varede næsten 100 år inden den blev givet nogen særlig opmærksomhed igen. 1864 kom den amerikanske opdagelsesrejsende Charles Francis Hall med sit skib Monticello til at overvintre i udmundingen af Wager Bay under sit søgen efter den forsvundne Franklin-ekspedition. Mere kendt blev regionen først da pelshandlen begyndte at etablere sig i området i slutningen af 1800-tallet. Omkring midten af 1940'erne var hovedparten af områdets indfødte befolkning flyttet ind i byer og Hudson Bay-kompagniet opgav sin aktivitet i området. I 1960'erne forlod de sidste inuiter den jord som senere skulle blive Ukkusiksalik National Park.

## Geografi og klima
Naturen i Ukkusiksalik National Park består af tidevandspåvirkede arktiske kystområder, tundraområder, søer, vandfald og floder. Bugten Wager Bay, med sin smalle indsejling, er parkens centrum. Forskellen mellem høj- og lavvande kan være op til otte meter. Forholdene i området karakteriseres af et arktisk kystklima, men relativt lidt nedbør, lave temperaturer og kraftige vinde, særligt om vinteren. Normalt er Wager Bay ikke helt isfri før begyndelsen af juli.

## Dyreliv
Pattedyr som findes i Ukkusiksalik National Park er eksempelvis isbjørn, caribou, arktisk jordegern (Spermophilus parryi), brun lemming, polarræv, polarhare, polarulv, moskusokse, sneskohare og jærv. I vandene i Wager Bay forekommer havlevende pattedyr som ringsæl, remmesæl, hvalros, spættet sæl, hvidhval og narhval. Omkring 40 forskellige arter fugle er blevet observeret i parken.

## Planteliv
Plantesamfundet i Ukksiksalik National Park er  typisk for fattige tundraområder, med  25 højere familier repræsenteret og mosser, lav og alger. Der er blomstrende urter som rypelyng, purpurstenbræk, topspirende slangeurt, laplands-valmue og rosmarinlyng.